# Identity Crisis (Thrice)
Identity Crisis è il primo album studio della band statunitense Thrice, originariamente pubblicato nel 2000 dalla Green Flag Record e riedito nel 2001 dalla Sub City Records (etichetta facente parte della Hopeless Records). Come per la gran parte delle pubblicazioni dei Thrice, una parte degli introiti dalla vendita del disco furono donati dalla band ad un'associazione di beneficenza locale chiamata Crittenton Services for Children and Families.

## Tracce
1. Identity Crisis – 2:58
2. Phoenix Ignition – 3:31
3. In Your Hands – 2:47
4. To What End – 3:04
5. Ultra Blue – 3:02
6. As the Ruin Falls – 2:04
7. The Next Day – 0:57
8. A Torch to End All Torches – 4:10
9. Unquestioned Answers – 4:23
10. Under Par – 4:46
11. T & C – 4:00

## Formazione
- Dustin Kensrue - voce, chitarra
- Teppei Teranishi - chitarra
- Eddie Breckenridge - basso
- Riley Breckenridge - batteria